# Agudath Israel of America
Agudath Israel of America (hebräisch אגודת ישראל באמריקה) (auch als Agudah oder abgekürzt AIA) ist eine ultraorthodoxe jüdische Organisation in den USA, verbunden mit der internationalen World Agudath Israel.

## Beschreibung
Die ursprüngliche Agudat Jisra’el Bewegung wurde im Jahre 1912 in Europa von den bekanntesten orthodoxen Rabbinern dieser Zeit gegründet, darunter Chofetz Chajim (hebräisch חָפֵץ חַיִּים), Chaim Ozer Grodzinski (hebräisch חיים עוזר גרוז'נסקי), Abraham Mordechai Alter (hebräisch אברהם מרדכי אלתר). In den 1920er und 1930er Jahren wuchs die Organisation an zu der größten politischen, kommunalen und kulturellen Repräsentanz der Orthodoxie ihrer Zeit, die nicht der zionistischen Misrachi-Bewegung angehörte. Eliezer Silver (hebräisch אליעזר סילבר), der aus Osteuropa in die USA eingewandert war, gründete die „Agudath Israel in America“ in den 1930er Jahren und organisierte die erste internationale Konferenz dazu im Jahre 1939. Nach dem  Holocaust schlossen sich viele bekannte Rabbiner der „Agudath Israel in America“ an und bildeten die „Große Ratsversammlung der Tora-Weisen“, Moetzes Gedolei haTorah (hebräisch מועצת גדולי התורה). Infolge des Wachstums chassidisch-orthodoxer Religionsgemeinschaften und der ihnen zugehörigen Jeschiwot wuchs auch die Union.
Mike Tress leitete die Organisation in den 1940er Jahren bis zu seinem Tod Mitte der 1960er Jahre. Sein Cousin Rabbi Moshe Sherer folgte ihm nach, gefolgt von Rabbi Shmuel Bloom. 2008 wurde Rabbi Chaim Dovid Zweibel Executive Vice-President.

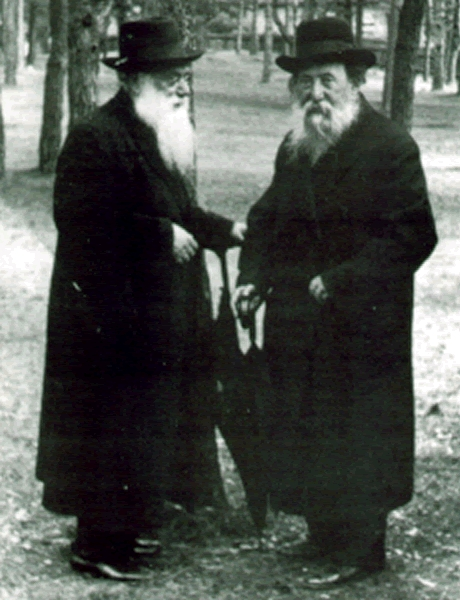
Rabbiner Chaim Ozer Grodzinski (rechts), zusammen mit Rabbiner Shimon Shkop
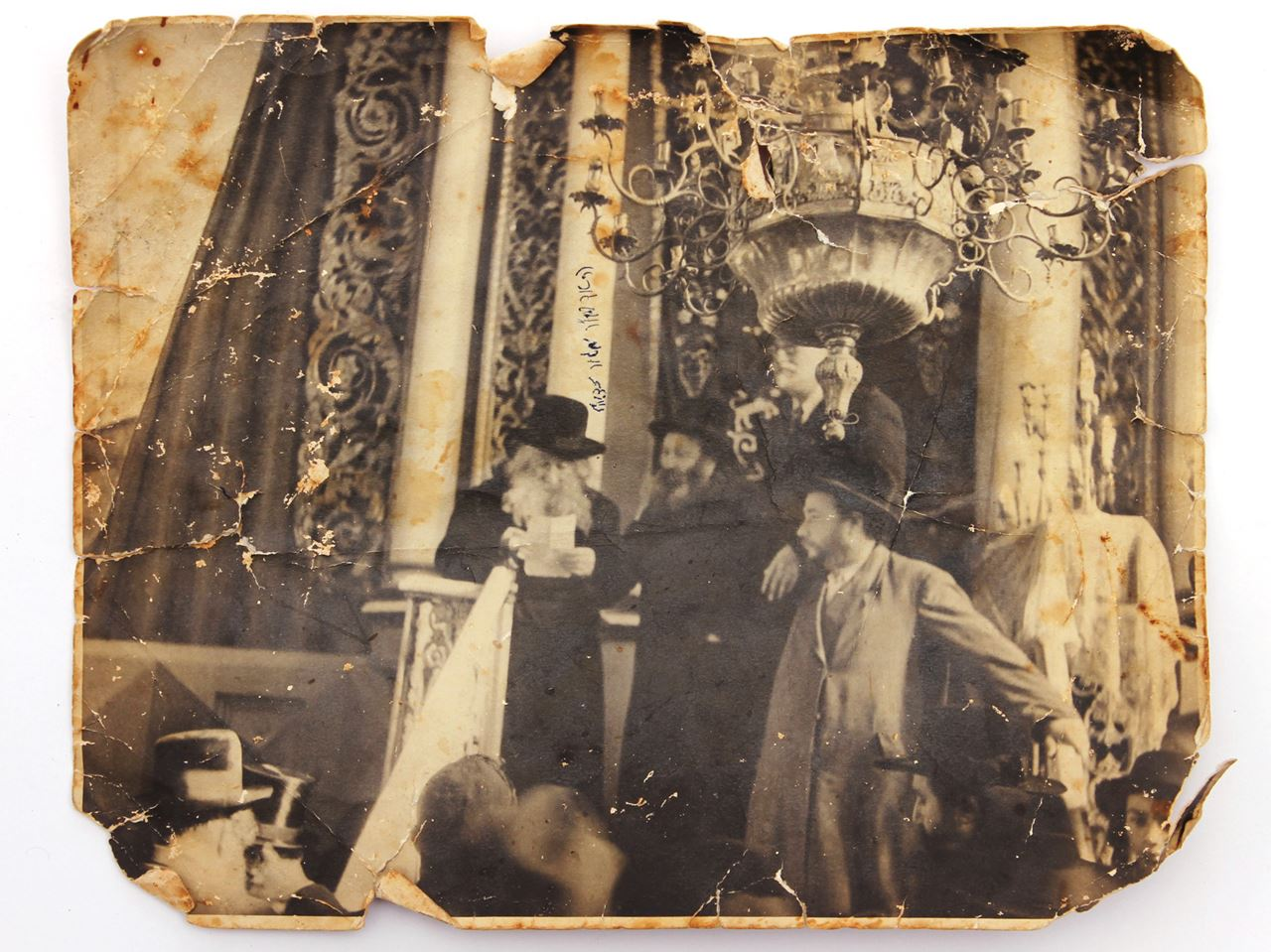
Abraham Mordechai Alter in der Hurva-Synagoge, November 1942
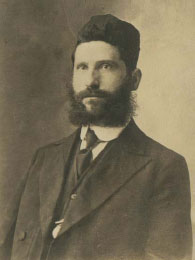
Rabbiner Eliezer Silver